# Banu Shabrit
De Banu Shabrit, ook wel de Banu al-Ṭawil genoemd, was een prominente Muladi-dynastie in Al-Andalus tussen de 8e en 10e eeuw na Christus.
De dynastie heeft zijn oorsprong bij een inheemse Iberische christen dat zich niet lang na de Omajjadische invasie van 711 tot de islam bekeerde. De naam, Sh...h, gegeven door al-Udhri, kan niet volledig worden gereconstrueerd en is duidelijk niet-Arabisch. Het eerste prominente lid van de familie dat door al-Udhri werd genoemd, is Shabrit, rond het jaar 800. Tegen die tijd waren ze één van de machtigste families in de Opper Mark. De zetel van de macht van Banu Shabrit was in Huesca en Barbastro en stond ook onder hun controle. Hoewel ze aanvankelijk verbonden waren met de Omajjadische emirs van Córdoba, hadden ze tegen de 10e eeuw voor zichzelf een feitelijk autonome regio uitgehouwen tussen de Omajjadische en de Karolingische machten. Als gevolg hiervan gingen ze soms allianties aan met het Koninkrijk Navarra en de christelijke graafschappen van de Pyreneeën. Ze gebruikten ook niet-Arabische namen, zoals Fortun. Het meest prominente lid van de familie was Moḥammad al-Tawil, wiens bijnaam "lang" betekent.